# InCulto

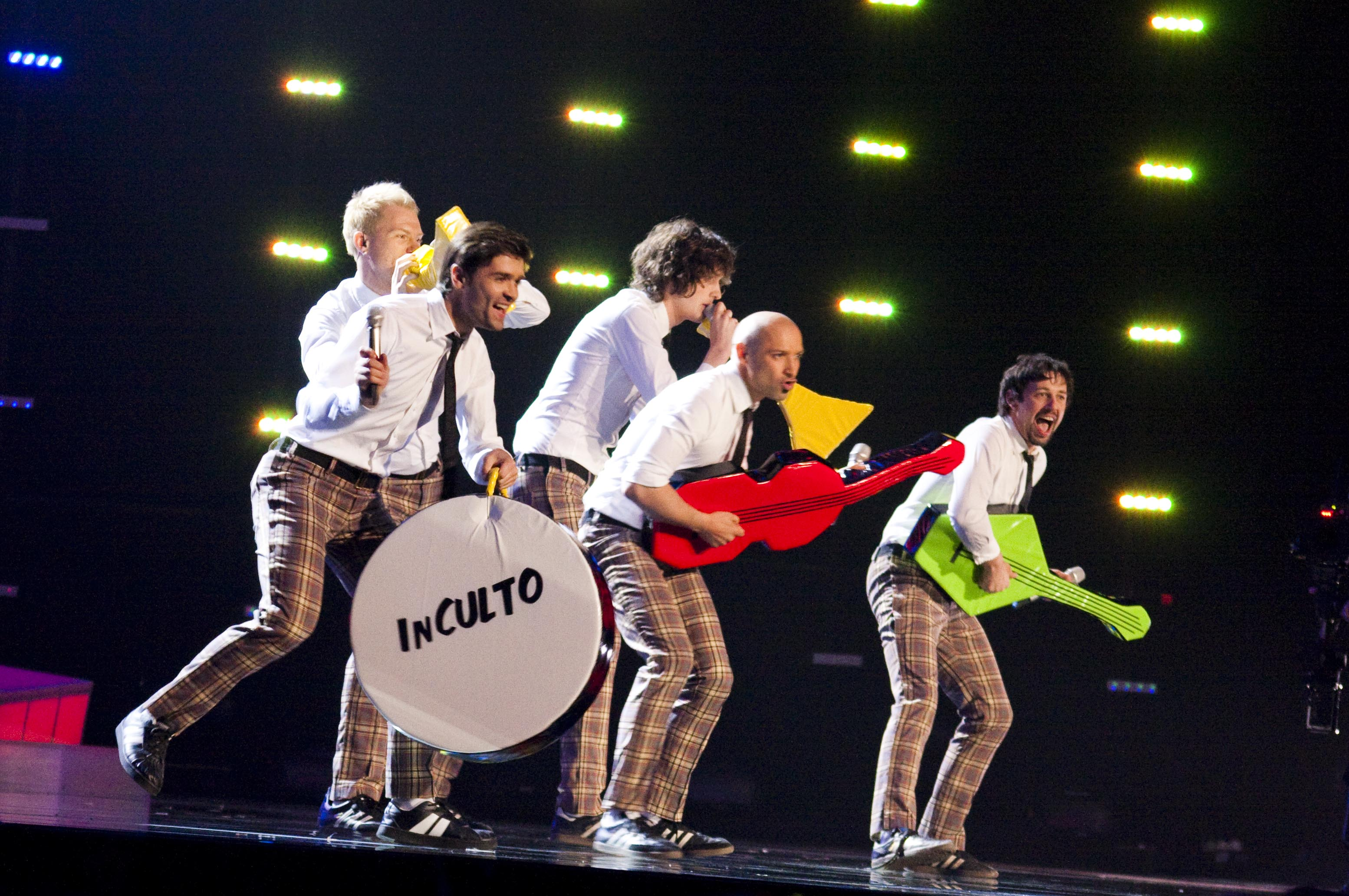
InCulto på scenen vid Eurovision Song Contest 2010 i Oslo.

InCulto är en litauisk musikgrupp bildad 2003. Medlemmarna i bandet består av litauisk-colombianske Jurgis Didžiulis, Aurelijus Morlencas, Sergej Makidon, Jievaras Jasinskis och Laurynas Lapė. Gruppen splittrades i januari 2011, då de även släppte sitt sista album för gratis nedladdning.

## Eurovision Song Contest
InCulto deltog i den litauiska uttagningen till Eurovision Song Contest 2006 med bidraget Welcome to Lithuania. Bidraget slutade på andra plats efter LT United och deras We Are the Winners.
Den 4 mars 2010 vann InCulto den litauiska uttagningen till Eurovision Song Contest 2010 och representerade därmed Litauen i tävlingen. Gruppen deltog i den andra semifinalen den 27 maj med låten Eastern European Funk. De lyckades inte ta sig till finalen den 29 maj då de slutade på plats 12 med 44 poäng. 

## Diskografi

### Album
- 2004 - PostSovPop
- 2007 - Marijos Žemės Superhitai
- 2010 - Closer Than You Think

### Singlar
- 2004 - Jei labai nori (feat. Linas Karalius)
- 2004 - Suk, suk ratelį
- 2005 - Boogaloo
- 2006 - Welcome to Lithuania
- 2007 - Reikia bandyt (feat. Erica Jennings)
- 2007 - Pasiilgau namų (feat. Andrius Rimiškis)
- 2010 - Eastern European Funk